# 冈泽塞恩
冈泽塞恩（日语：／ Okazawa Sewon，1995年12月21日—），日本男子拳击运动员，2019年亚洲业余拳击锦标赛男子69公斤级银牌得主、2021年世界拳击锦标赛男子67公斤级金牌得主、2022年亚洲运动会男子71公斤级金牌得主。代表日本參與2024年夏季奧林匹克運動會男子輕中量級拳擊賽事止步於16強。